# Andres
Andres település Franciaországban, Pas-de-Calais megyében. Lakosainak száma 1534 fő (2022. január 1.). Andres Les Attaques, Balinghem, Campagne-lès-Guines és Guînes községekkel határos.

## Népesség
A település népességének változása:
| Lakosok száma | 1538 | 1574 | 1579 | 1564 | 1556 | 1554 | 1552 | 1539 | 1534 |
|               | 2013 | 2015 | 2016 | 2017 | 2018 | 2019 | 2020 | 2021 | 2022 |